# Mulga (planta)
Mulga, Acacia aneura, és un arbust o un arbret originari de les zones de l'outback àrid d'Austràlia, com els matollars demulga de l'oest d'Austràlia (Western Australian mulga shrublands).

## Descripció

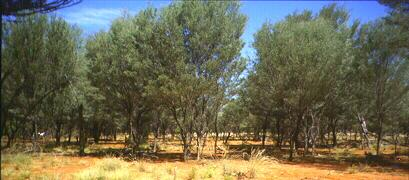
Arbreda de Mulga al sud de Queensland.

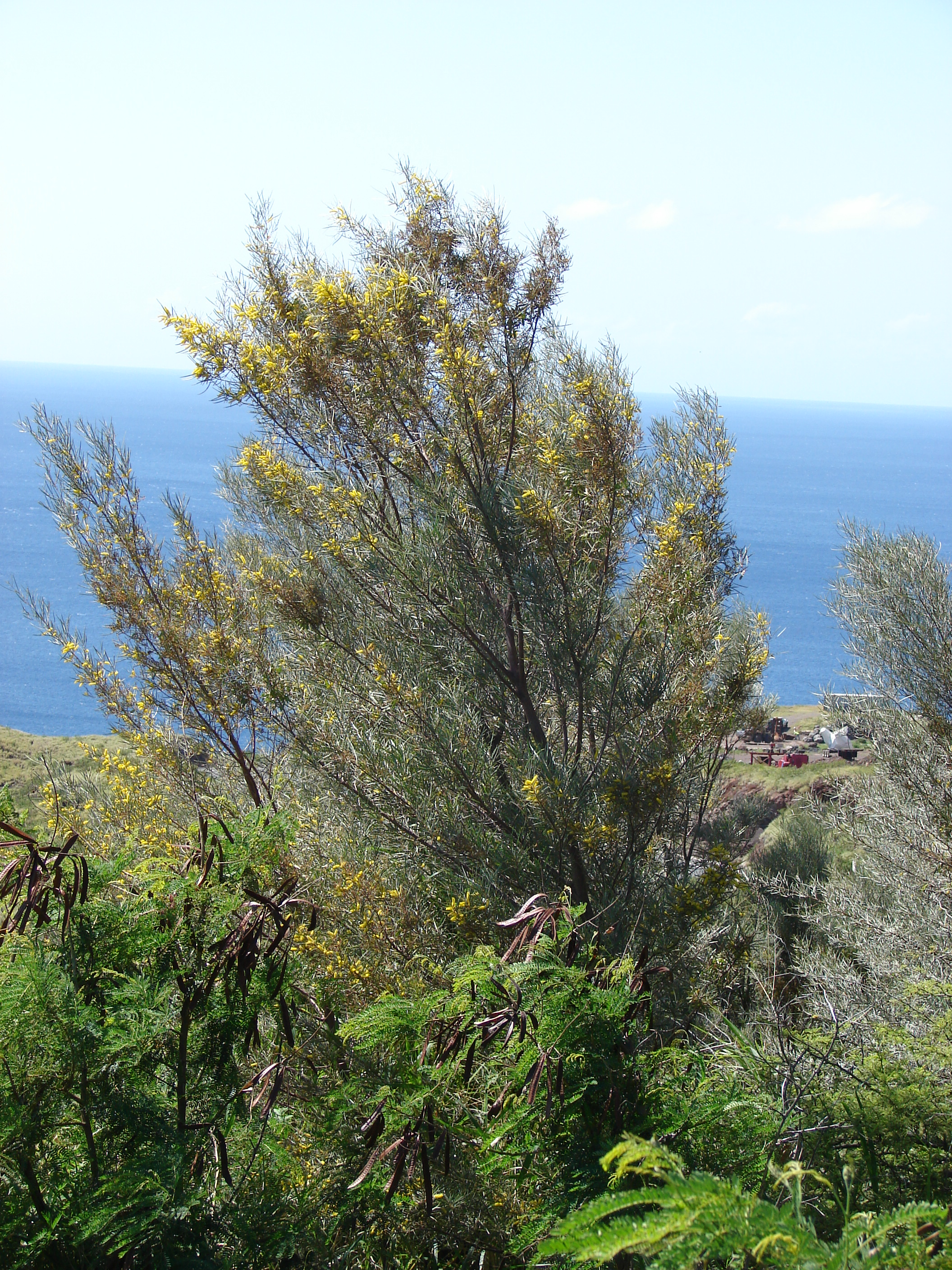
Vista de la planta.

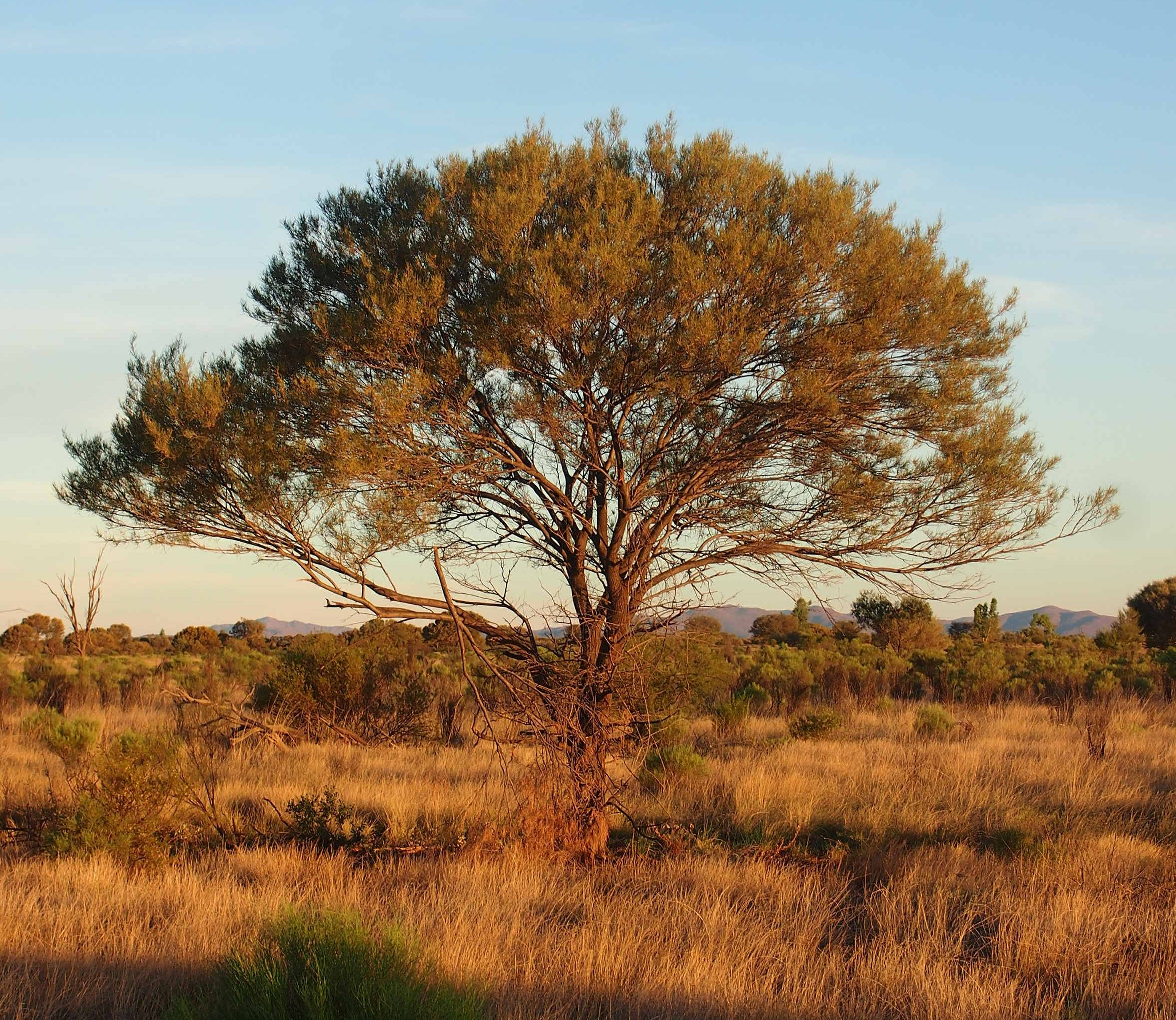
Vista de l'arbre al seu hàbitat.

Acacia aneura, branca amb llegums

Aquesta acàcia és molt variable en la seva forma, alçada i en la forma dels seus llegums. Pot formar boscos densos de fins a 15 m d'alt però generalment forma un matollar més baix. Taxonòmicament pot ser que en realitat sota el nom de mulga hi hagi diverses espècies. Pot viure de 200 a 300 anys (si no és afectat per incendis forestals).
La mulga ha desenvolupat adaptacions al desert australià. Com algunes altres espècies d'acàcia té filodis de pell gruixuda que optimitzen la pèrdua d'aigua ambmolt contingut d'oli i els estomes enfonsats i pilositat tènue que redueix la transpiració vegetal. En períodes secs la mulga perd les fulles on dona una capa extra de mulching al sòl i on els nutrients es reciclen.
Com la majoria d'espècies d'acàcies australianes la mulga no té espines. Els filodis aciculars es disposen erectes per evitar una gran part de la insolació del migdia. Quan plou la pluja es canalitza a través dels filodis i les branques per anar a parar al sòl fent així més efectiva la pluja per a la planta. Les seves arrelsprofundes hostatgen bacteris que fan la fixació del nitrogen i poden prosperar en els sòls antics i poc fèrtils de gran part d'Austràlia.

## Hàbitat i ecologia
La sabana de mulga i l'herbassar de tussock cobreixen un 20% del continent australià. En gran part de la seva zona de distribució la pluviometria anual mitjana és de 200–250 mm, però es troba també amb 500 mm/any a New South Wales i Queensland. La pluviometria menor que resiteix és de 50–60 mm/any. És absent de les zones que experimenten secada d'estiu o d'hivern.
Els arbust de mulga de l'est d'Austràlia (Mulga Lands) són una bioregió específica. En aquestes arbredes de mulga hi domina Eucalyptus populnea.

## Varietats reconegudes
- A. a. var. aneura
- A. a. var. argentea
- A. a. var. fuliginea
- A. a. var. intermedia
- A. a. var. macrocarpa
- A. a. var. major
- A. a. var. microcarpa
- A. a. var. pilbarana
- A. a. var. tenuis

## Usos
La mulga es pot plantar amb Santalum spicatum com arbre hoste. Les flors de la mulga donen aliment a les abelles.
La mulga és de gran importància en l'economia australiana respecte a la ramaderia, ja que malgrat que les fulles tenen taní són un farratge valuós, especialment en temps de secada i té un 12% de proteïna crua.
Les llavors de la mulga es van fer servir per fer una mena de galetes que es mengen els aborígens australians. La goma de la mulga (ngkwarle alkerampwe en l'idioma Arrernte és un tipus de mel de melada cristal·litzada que consumeixen els aborígens.
La seva fusta té una densitat de 850–1100 kg/m³. i és bona com a pals, per a fer eines i per cremar a més de produir un bon carbó vegetal.